# (7959) Alysecherri
(7959) Alysecherri – planetoida należąca do wewnętrznej części pasa głównego asteroid okrążająca Słońce w ciągu 2 lat i 259 dni w średniej odległości 1,94 j.a. Została odkryta 2 sierpnia 1994 roku w obserwatorium Catalina Station przez Carla Hergenrothera. Nazwa planetoidy pochodzi od Alyse Cherri Hergenrother z domu Smith (ur. 1984), żony odkrywcy. Przed nadaniem nazwy planetoida nosiła oznaczenie tymczasowe (7959) 1994 PK.